# Cicurina pallida
Cicurina pallida är en spindelart som beskrevs av Eugen von Keyserling 1887. Cicurina pallida ingår i släktet Cicurina och familjen kardarspindlar. Inga underarter finns listade i Catalogue of Life.